# Candida pseudointermedia
Candida pseudointermedia är en svampart som beskrevs av Nakase, Komag. & Fukaz. 1976. Candida pseudointermedia ingår i släktet Candida, ordningen Saccharomycetales, klassen Saccharomycetes, divisionen sporsäcksvampar och riket svampar.   Inga underarter finns listade i Catalogue of Life.